# Soul to Soul
Soul to Soul war ein Konzert US-amerikanischer Rhythm-and-Blues-, Soul-, Jazz- und Rockmusiker am 6. März 1971 in Accra, Ghana. Es ist auch der Name eines gleichnamigen Dokumentarfilms aus demselben Jahr.

## Konzert
Ghana hatte nach der Erklärung der Unabhängigkeit im Jahr 1957 große Anstrengungen unternommen, Kontakte mit afro-amerikanischen Künstlern aufzunehmen. Künstler wie Maya Angelou, W. E. B. Du Bois und George Padmore lebten für einige Zeit in dem afrikanischen Staat. Von Angelou stammte die ursprüngliche Idee, eine Zahl von afro-amerikanischen Künstlern zur Feier des Unabhängigkeitstages auftreten zu lassen. Die Idee konnte schließlich mit Unterstützung des Ghana Arts Council umgesetzt werden. Ein erfolgreiches Konzert von James Brown in Nigeria im Jahr 1970 gab der Umsetzung Auftrieb.
Von den eingeladenen Musikern war Wilson Pickett der in Ghana bekannteste Star. Andere Musiker wie Aretha Franklin, James Brown, Booker T. & the M.G.’s, Louis Armstrong und Marion Williams nahmen die Einladung nicht an.
Das Konzert wurde im Black Star Square (heute Independence Square) an der Küste durchgeführt und dauerte 14 Stunden und endete am Morgen um 6:45 Uhr mit einem Gospel der The Voices of East Harlem.
Die auftretenden Musiker, darunter neben Wilson Pickett, Ike & Tina Turner, Les McCann und Eddie Harris, die The Staple Singers, Santana, mit Willie Bobo und Roberta Flack repräsentierten ein großes musikalisches Spektrum.
Manche Kritiker behaupteten, dass Santana, die nur einen Afrikaner in der Band hatten, den afrikanischsten Sound aller nicht-afrikanischen Bands hatte.
Daneben traten zahlreiche afrikanische Gruppen wie Guy Warren, The Damas Choir von Ishmael Adams geleitet, Charlotte Dada, Kwa Mensah, The Kumasi Drummers, The Aliens, Ghana’s bekannteste Rock-Band und The Anansekromian Zounds.
Les McCann und Eddie Harris spielten einen Teil ihres Auftritts mit dem ghanaischen Musiker und Medizinmann Amoah Azangeo.

## Film
Das Konzert wurde verfilmt und im August 1971 veröffentlicht. Neben dem eigentlichen Konzert zeigt der Dokumentarfilm den Umgang der Musiker mit der lokalen Bevölkerung in den Tagen vor dem Konzert. Der Film wurde in kleiner Auflage in den nächsten zwei Jahren gezeigt, war aber kommerziell nicht erfolgreich.
Die Grammy Foundation, die es sich zur Aufgabe gemacht hatte, wichtige Filmdokumentationen über Musik zu bewahren, setzte ein Programm auf, aus dem die Restauration des Films finanziert wurde. Der Film wurde 2004 als DVD veröffentlicht, jedoch ohne die Auftritte von Roberta Flack und Santana. Des Weiteren wurde eine CD des Konzerts veröffentlicht.